# جوناثان ديفيز (لاعب اتحاد الرغبي)
جوناثان ديفيز (بالإنجليزية: Jonathan Davies)‏ هو لاعب اتحاد الرغبي بريطاني، ولد في 5 أبريل 1988 في سوليهل في المملكة المتحدة.

## وصلات خارجية
- جوناثان ديفيز عل موقع إسبنسكروم (الإنجليزية)
- جوناثان ديفيز على موقع ItsRugby.co.uk (الإنجليزية)